# Hygrophila chevalieri
Hygrophila chevalieri är en akantusväxtart som beskrevs av Raymond Benoist. Hygrophila chevalieri ingår i släktet Hygrophila och familjen akantusväxter. Inga underarter finns listade i Catalogue of Life.